# Saint-Léger-près-Troyes
Saint-Léger-près-Troyes è un comune francese di 742 abitanti situato nel dipartimento dell'Aube nella regione del Grand Est.

## Società

### Evoluzione demografica
Abitanti censiti